# اس‌ام‌اس براونشوایگ
اس‌ام‌اس براونشوایگ (به انگلیسی: SMS Braunschweig) یک کشتی بود که طول آن ۱۲۷٫۷ متر (۴۱۹ فوت) بود. این کشتی در سال ۱۹۰۲ ساخته شد.